# Edward Moss
Sir Horace Edward Moss (Droylsden, 12 aprile 1852 – Gorebridge, 25 novembre 1912) è stato un imprenditore britannico.
Nel 1899 fondò il gruppo teatrale "Moss Empires Ltd", che nel 1905 annoverava 37 teatri di varietà, dei quali il London Hippodrome era il maggiore. Dopo l'ingresso del milionario Richard Thornton, il gruppo si espanse ulteriormente, fino a contare nel 1949 oltre 50 teatri di varietà nel Regno Unito, ed essere ritenuto il maggior gruppo teatrale al mondo.
Nel 1904 il gruppo introdusse il sistema di "quattro spettacoli al giorno" in alcuni dei suoi teatri, ed è stato il primo ad accettare prenotazioni per posti a sedere in un music-hall.
Nel 1905 gli venne riconosciuto il titolo di Sir per la sua attività di impresario teatrale e opere caritatevoli, il primo impresario di varietà a ricevere tale titolo.